# ReMember (漫画)
『ReMember』（リメンバー）は、王欣太による日本の漫画作品。
『モーニング』（講談社）2010年36・37合併号より2012年34号まで連載。王欣太にとって同誌に連載された前作の『蒼天航路』完結より5年ぶりとなった週刊連載作品。

## ストーリー
西暦1945年（昭和20年）9月9日の正午。終戦直後の東京の焼け跡に突如現れた記憶喪失の男・在津龍治。自らの居場所と正体を探し求める彼の周囲にはやがて、一癖も二癖もある熱く猛々しい男たちが集まり友情と戦いが生まれていく。
しかし、この世界は西暦2239年の未来世界の絶対君主“猊下”が支配する世界「博物空間1945（エバーランド）」だった。猊下は未来世界で捕獲され昏睡状態にある囚人・ザイツ次官の意識を博物空間に住む9代前の先祖の龍治に強制接続し、同時にザイツの仲間たちも一切の記憶を奪い体の一部に囚人符号（ザップコード）を付けられZAPとして投獄された。
閉ざされた世界の中で、「記憶」と「仲間」を取り戻し悲劇の連鎖を絶つことができるのだろうか。

## 登場人物
ZAP
在津龍治（ざいつ りゅうじ）
本作の主人公。記憶喪失の男。気がつくと復員兵の姿で終戦直後の焼け跡に立ち尽くしていた。高い身体能力を持ち、独特の拳法を使う（零次曰く「大陸の技」、赤橙曰く「形意拳の流派」）。
一度目の博物空間では、ザジという通称を与えられた。自分の居所と正体と探し求める中で、その日出会ったばかりのイチを助けるため、裏社会へ足を踏み入れる覚悟を決めた。第三埠頭の抗争では、身体に刻まれた記憶を感じながら、黒艶の前に敗北。
二度目の博物空間では、自分の戦うべき敵がいることに考え至る。実力は作中でもトップクラスで右腕がままならない状態でも蒼龍会の手下を余裕で倒し、五凶星の緑青や赤燈、よりも強く同格の劉 斉斗と比べるとほんの僅かに強くレイジとは同格だが、白香より弱い。
ザイツ
叛乱の罪により囚人となった未来世界の侍官。他のZAPからは「ボス」と呼ばれる。
猊下によって部下たちとともに精神を博物空間に送り込まれ、自身の9代前の先祖の龍治に精神を接続された。未来世界での記憶は、違和感・既視感となって現れている。
3回目の空間で白香にリンクした猊下によって処刑された。がその意志や記憶は博物空間の在津龍治にしかと受け継がれた。
ジーザス
小汚いルンペン。予言者を自称する奇妙な言動により闇市では頭がおかしい変人として有名。2回目の空間で管理官のレイにこめかみを打たれ銃殺された。
未来世界の囚人ZAPの一人で、「頭の中の大事なものを守るため、代わりに自分の中身を捨てた」と語っており本名は関徳輪。ザクシスアームズパトロール、すなわちZAPの作戦でZAP1号。
他の物と違い当人のみ博物空間に投入される前の記憶が残っているが、猊下が意図的に本人の記憶を残したため。
武居 信（たけい のぶ）
通称ノブさん。年齢は34。
焼け跡で床屋を営む男。髪については一家言ある。なぜか特に上下関係や接点ですらないゲジをパシリ扱い出来る。
未来世界の囚人ZAPの一人で、ザイツを無意識に「ボス」と呼ぶ。
3回目の空間で猊下によりZAPと共に招集され、3人がかりで責められ処刑された。
宮地昭一（みやじ しょういち）
通称宮さん。銀行に務める。ジーザスのアジトがある集落の住人。
未来世界の囚人ZAPの一人。ジーザスの言葉を頼りに世界と自分たちの真実に肉薄するに至っている。
2回目の空間でジーザスが死の直前に言った一言を推理して「循環」の際に水に浸っていれば記憶を引き継ぐことが出来ると言い当てたが、その直後に脳天を銃で打たれて死亡した。持っていた杖はビリケンが受け継いだ。

### 関東朝本組
新興の暴力組織。
花巻 市太（はなまき いちた）
朝本組組員。通称イチ。
情に厚い男で、ヤクザらしからぬ愛嬌がある。記憶喪失だったザジをギンに引き合わせた。
その後、島田組と音輪会の会談に乱入し島田組を解散させるが、音輪会のキム鉄に隙を突かれ逆に人質となってしまう。ザジと千代蔵により救出される。黒艶に急所を突かれて一撃で殺害される。
二度目の博物空間では朝本組の若頭になっている（零次やザジの記憶はない）。
循環間際のZAP達と管理管の抗争時には管理官の倉内にこめかみを銃で打たれながら、死に際に雅の腹を打って自身が打たれる直前に銃に撃たれて倒れた在津龍治を気にかけながら死亡した。
火野 零次（ひの れいじ）
朝本組若頭。イチの兄貴分で叱る時には吐くほどの威力で腹を蹴るなど容赦ない一面もあるが非常に面倒見がよくイチからは慕われている。
危険なスリルを何よりも好むクールな伊達男。「銅（あかがね）の零次」の異名でをもつ。長ドスの達人でもあるが体術、素手ゴロも作中最強クラスで誕生日占いに詳しい。BONANNZAの太客。
ザジに非常に強い興味を持ち組に引き入れようとする。第三埠頭の抗争では五凶星を相手に大暴れし、左腕を切り落とされながらも戦い抜いた。
未来世界の囚人ZAPの一人でZAP4号、管理官達から「不死身のレイジ」と呼ばれ恐れられていた。第三埠頭の抗争の最終局面で未来世界での記憶を蘇らせ、猊下を襲うが修により首下、でこを打たれ射殺される。
朝本（あさもと）
朝本組組長。財津の後輩で柔道を習っており、組員の信望を一身に受ける大器。与太者をまとめあげ日本復興への道を開くという気宇壮大な志を抱くが、成り上がりであるため敵も多い。
敵襲を受けた際には野球ボールで車のガラスを貫通させるなどの豪腕っぷりを見せたが、殺されそうになった直後でもレイジの敵は殺すのが基本の考えには否定しており、また、GHQの治外法権に反対するなど人道的な一面も持ち合わせている。
千代蔵（ちよぞう）
朝本組組員。イチとは幼なじみ。愛車はダットサン。ザジと共にイチの救出に向かう。ザジの荷物を回収しようとしたところ背中に瓦礫の一部が突き刺さったのが致命傷となり死亡。
二度目の博物空間では復活しており、循環間際のZAP達と管理管の抗争時にはイチと共に加勢したがイチが打たれた直後、玲鈴を含めた管理官3名に射殺された。
佐藤（さとう）
朝本組組員。零次にさん付けで呼ばれる地位にあるが、第三埠頭の抗争の中ではまるで頼りにならなかった。
雅 修（みやび しゅう）
朝本組組員。抗争の中では佐藤はほとんどこの修の後ろに隠れていた。正体は猊下（モナコ）の部下の管理官。管理官の中でも直属の先輩が黒艶で佐木に指示を出す辺り管理官としての位が高いのみならず戦闘能力が高いなど、他の管理官と違いむやみに銃を発砲しなかったり、ZAPを処刑しない等、基本的には黒艶同様好戦的ではない人物。2回目の空間でイチに腹を撃たれ致命傷を負い黒艶に介抱された。
循環直前に黒艶に今更だが叛乱の意志が芽生えたと語り、レイジを殺したことを後悔した。
誠（まこと）
朝本組組員。肥満体型。2回目の空間で島田組の襲撃により死亡、抗争のきっかけとなる。
明（あきら）
朝本組組員。銃の腕が立つ。1回目の空間で第三埠頭の抗争で銃の応戦の際に敵の頭を撃ち抜いた直後に背後からこめかみを銃で撃ち抜かれて射殺された。

### ボナンザファミリー
銀子（ぎんこ）
占いバー「ボナンザ」のマダム。通称ギン。右目に眼帯をしている。占いは百発百中で英語を話せるので進駐軍の兵士を手玉にとるのはお手の物で、時折お客をぼったくったり、ジープをタクシー代わりにしている。
黛 環（まゆずみたまき）
ギンの家の間借り人。性別は男で巨体と怪力の持ち主だが、終戦を起に心を乙女として過ごし、タマちゃんと呼ぶと怒る。
未来世界の囚人ZAPの一人。3回目の空間で猊下によりZAPと共に招集され、単体の雑刑執行吏は退けられるものの3人がかりで責められ首を折られて処刑された。
辰じい
ギンに仕える世話係。猫を連れている。

### 音輪会
テキヤ系集団。
音山象三郎（おとやま しょうざぶろう）
音輪会の三代目。復員兵でもあり、周囲には「若」と呼ばれる。性格は豪快でテキヤ稼業に誇りをもっている。
イチが監禁されている最中に復員し帰還。蒼龍会との抗争では銃で重傷を負いながら戦い、零次との間に絆が生まれた。
木村 鉄造（きむら てつぞう）
音輪会幹部。通称キム鉄。明治時代から修羅場をくぐり抜けてきた老侠客。高齢でありながらも兵隊や復員兵、ごろつきを瞬殺したった1人で劣勢から音羽会の事務所まで無傷で戻るなど赤燈に「かなりの達人」と一見で認められるほど、戦闘能力は高いが上海マフィア幹部との抗争の中で赤燈により殺害される。
K4
音輪会幹部の4人。象三郎の父親である二代目が病床にいることをいいことに独断で蒼龍会の傘下に入ろうとした。象三郎のハリセンでぶたれて4人全員がその場で失神した。

### 蒼龍会
中国人系マフィア。
劉 斉斗（リュウ サイト）
「酷刑執行人」と呼ばれる男。闇市の戦いの最中で無意識に「ザジ」と呟き、それが記憶喪失の主人公の通称となった。ヒロポンの錠剤をビタミン剤代わりに水無しで異常な量を摂取しており、ザジとの二度目の戦いでは、ザジとかつて戦った記憶を感じながら、自身も記憶喪失であることを明かす。
未来世界の囚人ZAPの一人。実力は在津龍治とほぼ同格で決まった戦闘スタイルは特になく、中華包丁・機関銃・剣・素手ゴロと状況状況で武器や攻撃方法を変えるがレイジと比べると少し弱い。
3回目の空間で猊下によりZAPと共に招集され、雑刑執行吏3人がかりで責められ処刑された。
王（ワン）
蒼龍会の会長。楊宝徳の傘下に突く。2回めの空間で朝元組の敵襲に会い、イチに銃殺された。
周3
周をはじめとする蒼龍会の三人組の通称。現場では緑青の機関銃の皆殺し対象からは外れているものの、彼たちにあくまでも当てないようにの口頭注意だけで賞金首の間近で発砲され一歩間違えればザイツ・朝元組もろとも巻き添えを食らいかねない雑な扱いを受ける一面もあった。

### 五凶星
上海マフィアとその幹部の通称。幹部の戦闘能力は非常に高くその能力を買われ、一度目の博物空間では日当1000円（10円札一枚で飲みに行けた時代に現代の15万円相当）で蒼龍会に加担し賞金首を狙う。
なお、賞金首はその首1つで10万円（最低でも現代の1500万円以上だが終戦直後の紙幣価値の変動により現代金額での換算は実質不可）で一等賞はレイジ）。
二度目の博物空間では楊宝徳に雇われている。部下たちからは～先生（中国語で～さん・先生に該当）と呼ばれ慕われている。
紫紺（しこん）
「梭子（しゅんし）」という独特な武器を使い自由自在に武器の間を操る巨漢。一度目の空間ではザジと零次に顎を粉砕されダウンする。赤燈にレイジよりも弱いと指摘される一面もあったが、緑青と赤燈の死亡後に復活し零次の左腕を切り落としたが、零次と象三郎の連携により剣で腹と頭部の裏を切られ即死。二度目の博物空間では復活している。
緑青（ろくしょう）
シルクハットに仕込み杖という出で立ち。面倒くさいものは機関銃で皆殺しにしたがるタイプで杖の中はヤリで毒が塗っており、かすり傷でも時間が経てば死に至る可能性がある。戦闘能力はレイジと互角に戦えるほど高いが、在津龍治よりかは弱く、戦闘スタイルの相性も考慮したかは定かではないが赤燈が果敢に挑む中、話し合いで近づくことすら拒み距離を取り続けたが、一度目の空間で零次と好戦を繰り広げた末に左腹と毛動脈を剣で切られ殺害される。二度目の博物空間では復活している。
赤燈（せきとう）
本名は「郭 炎樹（かく えんじゅ）」。ワンタッチで刃が出る仕込みマラカスを持った男。靴にも同様の仕込み刃があるが両方共に毒は塗ってない。
戦闘能力は他の幹部同様、一定の実力を併せ持ち、K4が喰らって失神したハリセンの一撃を喰らってもスキを出さないのみならず、右目を刺された上、手に致命傷を負いながらも頸動脈への一撃を喰らって絶命するまで戦闘に参加し続けるなど生命力も高い。
「賞金首一覧」と称したZAPのメンバー表小冊子を携帯しているが本人は博物空間の住人なのでZAPであるということは気づいていない。
一度目の空間では象三郎に殺害されるが、二度目の博物空間では復活しておりと靴の仕込み刃で、新橋ギョロ助の胸に解散丁（中国語で解散済み）書いて惨殺した。
黒艶（こくえん）
一度目の空間では裸にベストを着用。在津龍治同様、銃を全く使わず素手ゴロで中国拳法に似た技を使うが、こちらは人体の急所を軸にした攻撃なのでたった一突きや一撃で対象人物を死に至らしめることが可能、二度目の空間ではスーツを着用しており楊宝徳の側近として扱われ、GHQとのパイプ作りを担当した故か一度目の空間より戦闘や表での活動は少なくなる反面、管理官としての活動が多くなった。戦闘能力に至っては作中最強クラスで在津龍治と互角に戦う他、負傷した状態で紫紺を殺したレイジや音山を圧倒するなど基本的に戦闘では負けがない。
その正体は猊下（モナコ）の部下で、管理官の長官。普段から猊下に博物空間の運用に異議を上申しているが聞き入らる様子は微塵もなく猊下からは生意気、またはマジメすぎると思われており、2回目の空間で猊下にクビにされ、3回目の空間で猊下によりZAPと共に招集され、単体の雑刑執行吏は退けられるものの3人がかりで責められ処刑された。
白香（びゃくこう）
最終話とその前の回と2回のみの登場だが、実は第一話のカラーページ末の輪廻が描かれたコマにその顔が描かれており、実際の登場よりもはるか前に構図自体は存在していた。
博物空間の住人で、名前に白がついてることもあり、黒艶とは対になる形で白髪・白の中華衣装である。2度めの博物空間では大蔵省とのパイプ作りで活動していた他、3度目の空間では猊下に繋がれた。
在津龍治、黒艶と同様素手ゴロで中国拳法に似た技を使うが、実力は在津龍治よりも強い為、事実上、博物空間・管理官・ZAP問わず一番強い人物に該当しており、一撃で在津龍治を戦闘不能にした時（殺そうと思えばいつでも殺せるがZAPの死に様を拝ませる為手加減した）には「さすがは五凶星 白香だ」と戦闘スキルのない猊下が繋いでも在津龍治を圧倒したことから黒艶同様の実力を有している様子。なお、作中ではZAP達とは面識がなかった為、黒艶しかその存在を知るものがいなかった。

### 椿機関
楊宝徳（ヤンパオトウ/ようほうとく）
中国人スパイ。日本の裏社会を支配することを狙う。在津龍一を殺した男だがGHQと大蔵省が認める東京、新橋の再開発事業者であり捜査対象外とされ、GHQの声明が仇となって事実上の治外法権によって日本の法律で裁くことが出来ない。
2回目の空間でZAP一同が集結し一位団結した緊急事態により、博物空間の中で本来の予定にはなかったが管理官の佐木の発砲によって急遽殺害された。

### 警察
五利（ゴリ）
刑事。よく頭をボリボリと掻いている。
未来世界の囚人ZAPの一人。他のZAPとは違い最後まで自分がZAPであると明確には自覚していなかった。
3回目の空間で猊下によりZAPと共に招集され、3人がかりで責められ処刑された。
山村
中年の刑事。通称山さん。ベテランらしい落ち着きがある。
井伊
山村の同僚。GHQに関する事件を捜査しておりその正体は猊下（モナコ）の部下の管理官。中国語が話せる。英語は聞き取り可能だが会話できるかは不明。
2回目の空間で循環間際の抗争時にジープに乗っていたZAP達を銃で狙うが、喉元をビリケンが宮さんが持っていた杖でビリヤードのショット風に刺したことにより相打ちとなる形で致命傷を負う。

### GHQ
ジョー・シバタ
民間諜報局捜査官。普段はレイと活動しており日系アメリカ人。日本語がペラペラ。
未来世界の囚人ZAPの一人。2回目の空間でジープに乗って抗争に加担してZAPに記憶を持ち越すのを手助けした後、3回目の空間で猊下によりZAPと共に招集され、3人がかりで責められ処刑された。
デニス・ミラー
民間諜報局局長。BONANZAのママの占いに魅せられ大金を店に払い局長のポジションを辞めることを決意した。
レイ・ジェイムス
民間諜報局捜査官。ジョーとは異なり日本語は話せない。その正体は猊下（モナコ）の部下の管理官。
2回目の空間でジーザスを銃殺するが直後にジョーに取り押さえられた後、博物空間の住人の少年に取り押さえられた時にその少年に落とした銃を拾われてジーザスを殺したことの怒りをぶつけ脳天に発砲され銃殺された。なお、BONANZAのママはデニス・ミラーが占いに来た時からジョーとレイがいつか抗争に出会うことを予感していた。

### 未来世界（西暦2239年）
猊下
西暦2239年の未来世界の支配者。ザジら反乱者を囚人ZAPとして博物空間に送り込んだ。その目的は未来世界で謀反を起こしたZAP率いるザイツ諸共を博物空間に投じ、未来世界の見せしめの上で処刑する為自身はモナコという子供に接続し、在津龍治の行動を観察している。みずからの恐怖心でさえエンターテイメント、表現の対象としており、博物空間の住人・ZAP・管理官問わず人の死を娯楽と考えており、自身が所持しているグラス型のディスプレイによって博物空間の全住民及び全管理官、全ZAPを含めた行動、出来事、言動1つ1つが博物空間のいつ、どこにいてもリアルタイムで監視できる。
3回目の空間では白香とリンクした後にザイツを処刑したが、直後の猊の異変を調べるために博物空間の住人を介さず直接的に博物空間内に入ったが、ザイツの意思や記憶を受け継いだ博物空間の住人の在津龍治に捕まり道連れになる形でイチと千代蔵に銃殺された。
猊
体内に博物空間を有する超巨大な謎の存在。全体的に顔のような部分と導管で繋がれたピアノで構成されており動力源は不明だが、人の命（絶命する瞬間や惨殺された魂など）、その他、絶叫、悲鳴、断末が好物であり、口部分から博物空間を鑑賞することが可能。現実世界と博物空間を繋ぐ役割を果たしており、ピアノを引くことで操作できる。
2度めの空間の接続時に同じ人物に繋ぐのはもっての外、3度めの空間の接続の際に「危険だ」と警告する辺り警告機能を搭載している模様。
猊下の殺害された直後に自然崩落した。

博物空間の住人
真田源（さなだ げん）
モグリ医者。烏森神社の裏で「真田医院」を営む。朝元儀助とは顔なじみで患者は民間からやくざまで面倒を見ており、消毒用のアルコールを酒代わりに飲み時にはアルコール酔いで腕を震えさせながら手術をする場面もあるが腕は確か。
ヤクザを酷く嫌っておりヤクザ又はそれに疑わしい関係や顔つきをしている者はお断りだがテキ屋はギリギリセーフだと主張しており、状況によってはヤクザ関係でも受け入れるケースもあるが、その際は闇値でぼったくっている。象三郎の父とは同窓生。
上地啓司 （かみじ けいじ）
通称ゲジ。自称 天才ブローカーで闇市1顔が広い男。ステテコの竹さんとは顔なじみで儲け話が大好きでイチの子分的存在。
名前の通り眉毛が太く、気がつけばいつも警察の持ち検や博物空間の住人にも関わらずZAPとの構想図に巻き込まれている。
2回目の空間では闇市で自分自身を「売り」に出してたZAPの林宗光を見かけて興味本位で値踏みしようとしたところ、君が支払えるだけでいい（実質タダ）である意味買い叩けたものの林宗光の気迫に終始ビビリ、買ったことを後悔し続け終いにはノブに買い取るようにまでお願いした。
島田 勘太郎（しまだ かんたろう）
島田組組長。通称「新橋ギョロ勘」。朝本組を潰すため音輪会と手を組もうとしたが、イチに阻止され組も解散となった。子分をすぐに見捨て女性を盾にした最低な男。
在津龍一（ざいつ りゅういち）
在津龍治の父親。上海の特務機関長だったが、楊宝徳に殺害された。
柔道の達人で、後輩には朝元組親分の朝元がおり、中学生の頃から陸軍に稽古をつけ、山に入って猪を相手にするなど規格外の強さをもっていたが乱暴者ではなく、山さん曰く「何もかも受け入れてしまう拒まぬ男」。

管理官（キュレイター）
千さん（せん-）
ジーザスのアジトがある集落に住む老人。普段は集落の人間にちんちろりんを始めとする賭け事やドジっぷりで周囲から親しまれているが、その正体は管理官で管理官の中でも一番のベテランで他の管理官からはさんづけで呼ばれており、直属の後輩に管理官を束ねる長官の黒艶がいる。
玲鈴 （レイリン）
2回目の空間から登場で服装はルンペンで裸足。服装故か電柱の裏や店の大すだれといったチープな場所でZAPを監視しており、比較的に玲鈴同様、カリカリしやすく佐木よりも短気で銃を発砲しがち。戦闘能力は環よりも低くタイマン時には銃を奪われていた。
循環間際のZAP達との抗争ではイチを射殺したものの、応戦中にZAPの内貴にでこを打たれ射殺された。
佐木 （佐木）
2回目の空間から登場で服装は軍服（兵隊）で軍服帽子を着装。
循環間際のZAP達との抗争では黒艶と共に到着したが加勢はしなかった。
倉内 （くらうち）
2回目の空間から登場で服装は白スーツに白髪。循環間際のZAP達との抗争では抗争になる直前に猊下の許可を待たなくジーザスの腹を打ち、抗争ではイチのこめかみを打って射殺した直後、千代蔵に肩を撃たれながらもZAP達と応戦し、ZAPの内貴にでこを打たれ射殺された。
江尻 （えじり）
2回目の空間から登場で服装は井伊と似ておりハットにカジュアルスーツ。循環間際のZAP達との抗争直前にザップコードについてやZAPの脱出は不可能で記憶の持ち越し不可と言ったことを登場直後に不利な状況でもないにも関わらず自らザイツに喋った時には佐木にツッコまれたが、こういう状況こそ猊下のお望み、お楽しみだと悟っている。戦闘能力は全く無い様子で銃を持ってないのみならず象三郎に頬を殴られた直後には痛さで戦意喪失するどころか戦況状況が逆転したことに目を疑っている間、終始スキが出てはいるものの、佐木からはさんづけで呼ばれているので佐木よりは恐らく年上か先輩。
章友 （しょうゆう）
2回目の空間から登場し、服装はバーテンダーでダンスバー「モナコ」の従業員をしている。猊下の危険時にザイツに抵抗するが頭部の一撃を受け一瞬で倒されてしまうが、普段は猊下の世話をこなしている故か勅命を受けた時も同伴で来ており猊下からはある程度は気に入られている。ZAP全処刑の勅命には頭を悩ませながら全管理官に勅命を告いだ。

## 用語
博物空間1945（エバーランド）
猊下が収集する時空間の名称。 黒艶曰く東京都心の約10km四方を1945年の9月9日の正午からおよそ1年間を延々と繰り返しているが、管理官の雅曰く「存在はデータに過ぎない」ために住人たちは循環前の記憶は持っておらず、博物空間の循環や異変に全く気付かず生活している。博物空間の住人はZAPや管理官のと違い、現実には存在していないので殺されても循環によって何度でも蘇生が可能だが循環の際にZAPや管理官が殺害されてその人物に該当する職務やコミュニティに空きが出ることで何らかの異変が起きる可能性もある。
また、管理官の井伊曰く猊を通じて運用されているため、猊下が切り離す（運用を止めれば）エネルギー供給が止まり博物空間内にいる人は住人・ZAP・管理官問わず腐って死んでいくしかない。
黒艶曰く技術的に可能だとしても囚人を博物空間の中に収容することや管理官が博物空間の住人として深く関与する事は想定されておらず、それ故、猊下がZAPを博物空間の中に収容してからは博物空間の熱量が上がったため半年も立たないうちに循環が起こり、猊下自身が博物空間の住人のモナコに繋ぐようになってからは緊急停止の状態でループに陥っており以降システムがかなり不安定になっており、ZAPや博物空間の住人は消去された記憶が偶発的に復元されたりリセットされるべき情報が消えずに持ち越されるなど管理官一同で頭を悩まされてはいるが、本来は学術研究のために開発された。
管理官は猊下が普段リンクしているモナコと同名の「モナコ」のダンスバーを拠点にミーティング・報告会をしているがここでの発言、行動も猊下に監視されている。
ZAP（ザップ）
猊下の支配する未来世界の囚人の呼び名。 偽の記憶を与えられ、その身体ごと博物空間に送り込まれている。 博物空間の住人とは異なり、死亡すると生き返ることは不可能。
また、管理官の江尻曰く「脱出は不可能」とされ、長官の黒艶も最終話で同様の見解を述べているが、それが技術的理由なのか猊下側からの操作がない限りなのかは不明。
管理官（キュレイター）
博物空間でZAPの行動を監視する人間のこと。博物空間を管理する優秀な科学者でもあり選ばれた研究者でもある。博物空間の住人とは異なり、死亡すると生き返ることは不可能。
またZAPとは異なり緊急時の博物空間の脱出、出入りが可能。
普段は博物空間の住人の一人として潜んでいて普段はホームレスから上海マフィアの幹部に至るまで様々なコミュニティ、立場、役職で住人として動いているが、あくまでも住人としての設定なだけで服装や職務等で管理官のポジションの優劣や上下関係が比例している訳でない。
黒艶を長官（組織のナンバー2）としており、基本的な武器装備としてほとんどの者が銃（※管理官の職務を悟られないよう未来の銃ではなくこの時代の一般的な銃）を所持しており、作中ではZAPの抗争時や処刑手段として頻繁に使われているが、本来は博物空間の保全の為のみ使用が許可されており、ZAPに向けることはおろか、処刑に使うことは禁じられている。
本来は博物空間1945の観察は中心点に位置するエリア1945に限定されているが、猊下がZAPを博物空間に投入して以降、博物空間1945全域を観察、管理せざるを得なくなっている。
また、本業は科学者である故か管理官一人一人の戦闘能力のピンキリが顕著に目立ち、千のように高齢で銃を所持おらず事実上全く戦闘能力のない者から黒艶のように銃を全く使わず素手ゴロで相手を死に至らしめることの出来るものまでいるが、ほとんどの者は銃を使って応戦している。なお、黒艶を除き雑刑執行吏より戦闘能力は低く、またZAPに対する考え方も同様で玲鈴のように囚人の処刑に賛成する者から黒艶のように処刑には一切非賛同の者までいるが管理官同士での意見の見解は一致しておらず、逆に猊下の逆鱗に一切触れてはならないことに関してのみ意見が一致している。
雑刑執行吏
博物空間や未来世界での極刑や処刑を担当とする人間のこと。3回目の空間で猊下の名によって博物空間に侵入し、白香と同様2話分しか登場しないが1話のタイトル見開きに雑刑執行吏に該当する人物が描かれておりこちらも構図としては存在していた。目の周りの横ラインをあて布のような物で覆っているのが特徴で基本的に筋肉質で大柄の男性で構成されており中には筋肉質ではない女性もいるが、管理官のレイを倒したジョーよりも強いなど基本的にはどの雑刑執行吏も管理官よりは強く銃を使わない代わりに多勢で格闘技のような技（中には目潰しや首折り、現実世界での喧嘩で行うと即傷害扱いになる攻撃も含む）の近接戦で戦うものの黒艶やレイジのようにごく一部の者には単体で挑んでも倒されるものの3人いれば十分な模様で3回目の空間に招集されたザイツを除くZAPと黒艶を皆殺しにした。

## 単行本
- 王欣太『ReMember』 講談社〈モーニングKC〉、全7巻

1. 2011年3月23日発売 ISBN 978-4-06-372986-3
2. 2011年5月23日発売 ISBN 978-4-06-387003-9
3. 2011年7月22日発売 ISBN 978-4-06-387033-6
4. 2011年11月22日発売 ISBN 978-4-06-387060-2
5. 2012年2月23日発売 ISBN 978-4-06-387089-3
6. 2012年6月22日発売 ISBN 978-4-06-387123-4
7. 2012年8月23日発売 ISBN 978-4-06-387138-8